# Oncidium forbesii
Oncidium forbesii là một loài phong lan bản địa của đông nam Brasil.

## Hình ảnh

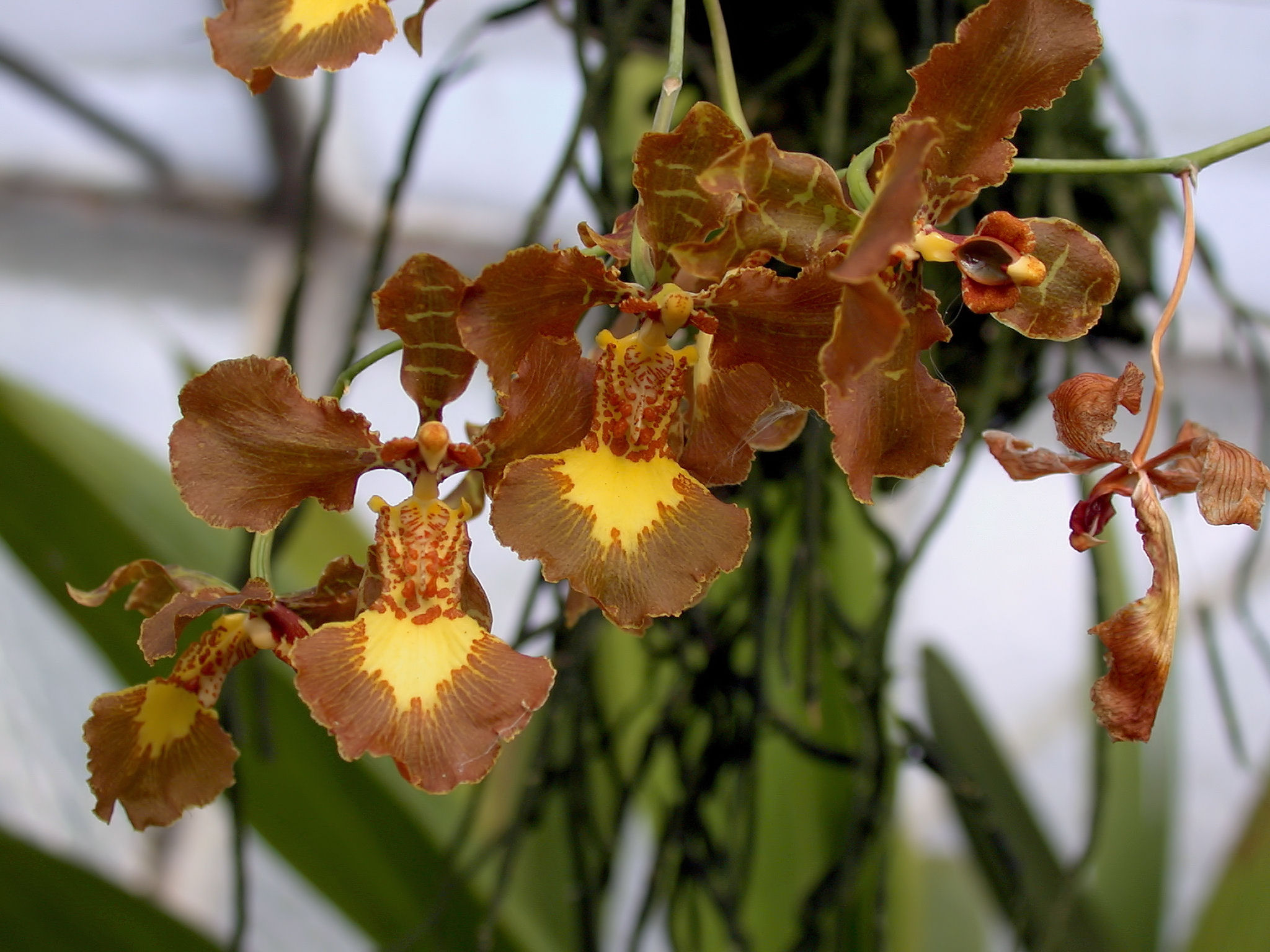
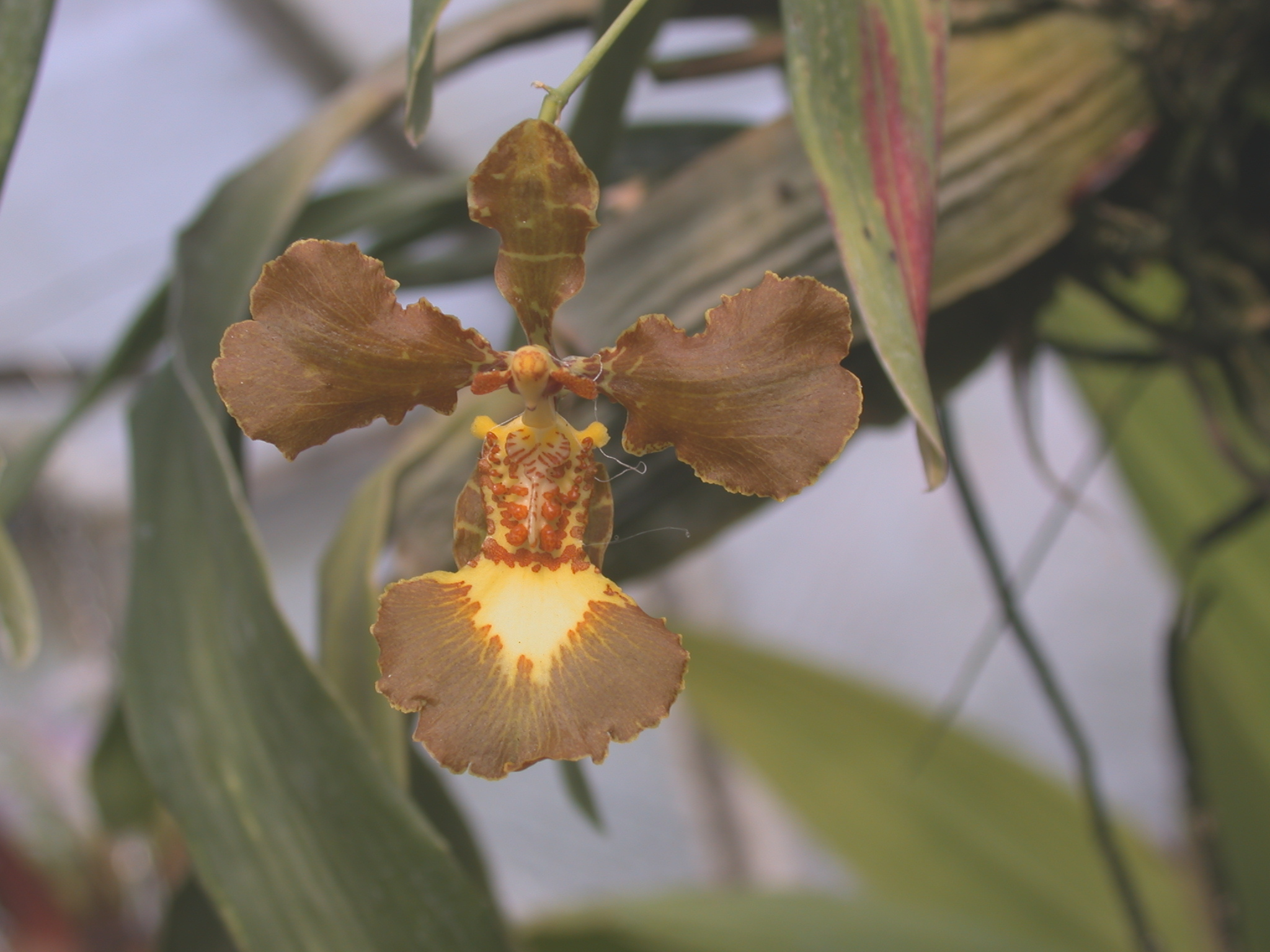
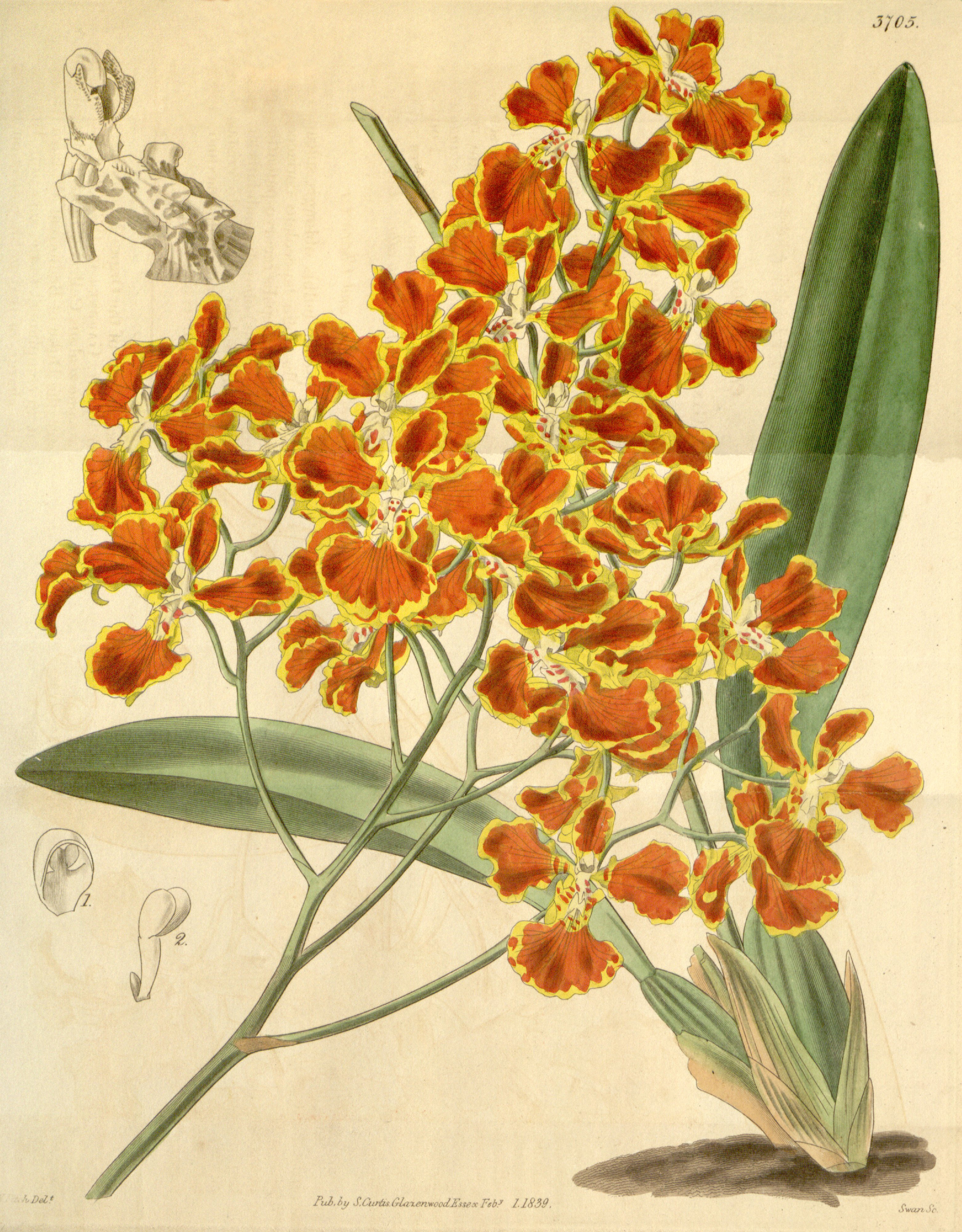